# Eugen Wüster
 (février 2022).
Si vous disposez d'ouvrages ou d'articles de référence ou si vous connaissez des sites web de qualité traitant du thème abordé ici, merci de compléter l'article en donnant les références utiles à sa vérifiabilité et en les liant à la section « Notes et références ».
Eugen Wüster, né le 10 octobre 1898 à Wieselburg et décédé le 29 mars 1977 à Vienne, est un interlinguiste autrichien. Il a fondé la théorie de la terminologie.

## Biographie
Eugen Würster naît dans une famille d'industriels de Basse-Autriche. Il fréquente le lycée de Hirschberg en Silésie, suit des cours d'électrotechnique à l'Université de Berlin-Charlottenburg avant de revenir en Autriche pour diriger l'entreprise familiale de sidérurgie. Concomitamment, il passe son doctorat à l'Université de Stuttgart en 1931 avec sa thèse intitulée "La normalisation linguistique internationale en technologie, notamment en électrotechnique".
De 1955 à 1972, il enseigne l'utilisation des machines pour le travail du bois à l'Université des ressources naturelles et des sciences de la vie à Vienne. De 1972 à 1974, il donne des cours à l'Institut liguistique de l'Université de Vienne sur la lexicographie terminologique.
Ses recherches dans le domaine de la communication technique internationale l'amène à participer à la création du Comité de normalisation terminologique au sein de l'ISA (Organisation internationale de normalisation) en 1936. C'est dans ce cadre qu'il travaille d'abord sur l'espéranto avant de poursuivre ses réflexions sur l'interlinguistique occidentale et l'interlingua.

## Prix Eugen Wüster
Ce prix, décerné tous les trois ans, récompense les contributions à la recherche terminologique. Introduit en 1997 par Infoterm, il a récompensé à ce jour :
- Prof. Sue Ellen Wright (États-Unis) et Prof. Klaus-Dirk Schmitz (Allemagne) en 2010
- Prof. Alan K. Melby (États-Unis) et Prof. Maria Teresa Cabré (Espagne) en 2007
- Prof. Robert Dubuc (Canada) et Prof. Amelia de Irazazabal Nerpell (Espagne) en 2004
- Prof. Juan C. Sager (États-Unis) en 2001
- Prof. Christer Laurén (Finlande) en 1998
- Prof. Heribert Picht (Danemark) en 1997